# Ривербанк арена (Лондон)
Ривербенк арена (енгл. Riverbank Arena) је привремени спортски објекат намењен утакмицама хокеја на трави током Летњих олимпијских игара 2012. у Лондону. Налази се у оквиру Олимпијског парка у лондонском Ист Енду.
Арену чине два терена од којих је главни терен окружен трибинама капацитета од 15.000 седећих места и на њему ће се играти утакмице, док се поред њега налази и терен без трибина намењен тренинзима екипа.
Терен за игру је плаве боје док је подручје око игралишта розе боје. Иначе то је први пут у историји олимпијских игара да терен за хокеј на трави није зелене боје. Организатори су то објаснили чињеницом да је жута лоптица гледаоцима видљивија на тамнијој плавој него на зеленој подлози.
Пројекат је представљен током октобра 2011. а монтажне трибине и пратећи објекти су саграђени почетком 2012. године. Након игара капацитет трибина ће бити смањен на 3.000 места.